# Peridotit
Peridotit je gusta, krupnozrnata magmatska stijena koja se sastoji od olivina i piroksena. Peridotit je ultramafitna stijena, što znači da sadrži više od 90% melanokratnih (obojenih) minerala, i ultrabazična stijena, što znači da sadrži manje od 45% SiO2. Bogat je magnezijem, što se odražava u velikom udjelu magnezijem bogatih olivina. Peridotiti potječu iz Zemljinog plašta, ili kao kruti blokovi ili kao fragmenti, a mogu biti i u obliku kristala, nakupljenih iz magma nastalih u plaštu.
Peridotiti su dominantne stijene u gornjem dijelu plašta. Sastav peridotitnih nodula, nađenih u određenim bazaltima i dijamantnim cijevima (kimebrlitima), od posebnog je značaja jer se radi o uzorcima plašta donesenim s dubina od oko 30 km ili čak 200 km. Neke nodule sadržavaju izotopne omjere osmija i drugih elemenata, koji bilježe procese preko tri milijarde godina stare, zbog čega su od posebnog interesa geolozima jer omogućuju razumijevanje sastava ranog Zemljinog plašta i složenosti procesa koji su se tada odvijali.